# والتر ميرفي
والتر ميرفي (بالإنجليزية: Walter Murphy) هو لاعب كرة قاعدة أمريكي، ولد في 27 سبتمبر 1907 في نيويورك في الولايات المتحدة، وتوفي في 23 مارس 1976 في هيوستن في الولايات المتحدة.

## وصلات خارجية
- والتر ميرفي على موقعبيزبول رفرنس.كوم (الدوري الرئيسي) (الإنجليزية)
- والتر ميرفي على موقعبيزبول رفرنس.كوم (الدوري الثانوي) (الإنجليزية)